# Kingsbury (Nowy Jork)
Kingsbury – miasto w Stanach Zjednoczonych, w stanie Nowy Jork, w hrabstwie Washington.